# Масенко
Масенко (амх. መሰንቆ), также масинко — струнно-смычковый музыкальный инструмент родом из Эфиопии и Эритреи . Его часто используют азмари (эритрейские менестрели). Он предназначен для аккомпанирования и тем не менее требует особой виртуозности, так как певец аккомпанирует себе сам во время пения.

## Внешний вид
Резонатор квадратной или ромбовидной формы, состоит из склеенных вместе четырех небольших деревянных досок, покрытых натянутым пергаментом или сыромятной кожей. Струна, сделанная из конского волоса, проходит по мосту.  Масенко настраивается с помощью большого настроечного колышка, чтобы соответствовать диапазону голоса певца. Он может быть согнут как правой, так и левой рукой, а свободная рука лежит у верхней части струны.